# Bassaricyon beddardi
O gogós-de-sola (Bassaricyon beddardi) é um mamífero arborícola de hábito noturno pertencente à família Procyonidae, encontrado no Brasil, Guiana e Venezuela. Esses animais tem aspecto semelhante ao dos juparás (gênero Potos), mas não possuem cauda preênsil. São pequenos, medindo cerca de 40 cm e pesando até 1,5 kg. Suas caudas são espessas e apresentam discretas bandas pretas, com até 40 cm de comprimento, como a maioria dos procionídeos.